# Deal with It (singolo)
Deal with It è un singolo della rapper statunitense Ashnikko, pubblicato il 12 gennaio 2021 come terzo estratto dal primo mixtape Demidevil.

## Video musicale
Il video musicale del brano, diretto da Charlotte Rutherford e prodotto da Jeremy Truong e Owen Lazur, è stato pubblicato in concomitanza con l'uscita del singolo.

## Tracce
1. Deal with It (feat. Kelis) – 3:11 (testo: Dagny, Pharrell Williams, Chad Hugo, Slinger, Dan Priddy, Mark Crew, Max Wolfgang, Ashton Nicole Casey – musica: Slinger)

## Classifiche
| Classifica (2021) | Posizione massima |
| ----------------- | ----------------- |
| Belgio (Vallonia) | 21                |
| Romania           | 91                |